# Лагранжова тачка
Лагранжове тачке (L-тачке) је назив за пет тачака у орбиталној конфигурацији где мало тело на које делује само гравитација може да буде непокретно у односу на два већа тела (нпр. вештачки сателит у односу на Земљу и Месец). У Лагранжовим тачкама гравитациона дејства два већа тела поништавају центрифугалну силу која би избацила тело из орбите. Ове тачке су аналогне геостационарним орбитама у смислу да се узајамни положаји тела у систему не мењају временом. Прецизнија дефиниција каже да су Лагранжове тачке стационарна решења редукованог проблема три тела.
У небеској механици, Лагранжове тачке или тачке либрације су тачке равнотеже за објекте мале масе под гравитационим утицајем два масивна тела у орбити. Математички, ово укључује решење ограниченог проблема са три тела.
Обично, два масивна тела врше неуравнотежену гравитациону силу у једној тачки, мењајући орбиту свега што се налази у тој тачки. У Лагранжовим тачкама, гравитационе силе два велика тела и центрифугална сила уравнотежују једна другу. Ово може учинити Лагранжове тачке одличном локацијом за сателите, јер су корекције орбите, а самим тим и потребе за горивом, потребне за одржавање жељене орбите, сведене на минимум.
За било коју комбинацију два орбитална тела, постоји пет Лагранжових тачака, L1 до L5, све у орбиталној равни два велика тела. Постоји пет Лагранжових тачака за систем Сунце–Земља и пет различитих Лагранжових тачака за систем Земља–Месец. L1, L2, и L3 су на линији која пролази кроз центре два велика тела, док L4 и L5 свако делује као трећи врх једнакостраничног троугла формираног од центара два велика тела.
Када је однос маса два тела довољно велик, тачке L4 и L5 су стабилне тачке што значи да објекти могу да круже око њих и да оне имају тенденцију да увлаче предмете у себе. Неколико планета има тројанске астероиде у близини својих тачака L4 и L5 у односу на Сунце; Јупитер има више од милион ових тројанаца.
Неке Лагранжове тачке се користе за истраживање свемира. Две важне Лагранжове тачке у систему Сунце-Земља су L1, између Сунца и Земље, и L2, на истој линији на супротној страни Земље; обе су далеко изван Месечеве орбите. Тренутно, вештачки сателит под називом Климатска опсерваторија дубоког свемира (DSCOVR) се налази на L1 да проучава соларни ветар који долази ка Земљи са Сунца и да прати климу на Земљи, тако што снима и паље снимке назад. Свемирски телескоп Џејмс Веб, моћна инфрацрвена свемирска опсерваторија, налази се на L2. Ово омогућава великом сателитском штитнику да заштити телескоп од светлости и топлоте Сунца, Земље и Месеца.
Ранији телескоп Гаја Европске свемирске агенције и њихов тек лансирани Еуклид такође заузимају орбите око L2. Гаја држи ужу Лисажуову орбиту око L2, док Еуклид прати хало орбиту сличну JWST. Свака од свемирских опсерваторија има користи од тога што је довољно удаљена од Земљине сенке да користи соларне панеле за напајање, тако да им не треба много енергије или погонског горива за одржавање станице, као и што није подвргнута утицајима Земљине магнетосфере и што има директну линију поглед на Земљу за пренос података.

## Историја и концепт
Три колинеарне Лагранжове тачке је први открио Ојлер око 1750. године.
Италијанско-француски математичар Жозеф Луј Лагранж је 1772. радио на чувеном проблему три тела, када је открио занимљиву последицу својих резултата. Лагранж је покушао да пронађе једноставан начин за рачунање гравитационих интеракција произвољног броја тела, јер према Њутновој механици тела се у таквом систему крећу хаотично док не дође до судара или нека тела буду избачена из система тако да се остатак система нађе у равнотежи. Проблем једног тела је тривијалан, јер је оно статично у односу на само себе, проблем два тела је једноставан јер се оба тела крећу око заједничког центра масе; међутим увођењем додатних тела се математичке једначине драстично компликују. Потребно је израчунати утицај свих тела на сва друга тела на свакој тачки њихове путање.
Лагранж је желео да поједностави проблем. Увео је једноставну хипотезу: Путања објекта је одређена путем који минимизује акцију током времена. Такву путању је могуће наћи одузимањем потенцијалне од кинетичке енергије. Оваквим размишљањем, Лагранж је реформулисао класичну Њутнову механику и дошао до тзв. Лагранжове механике. Даљи рад је довео Лагранжа до хипотезе како ће се тело занемарљиве масе кретати око два тела која се већ налазе на приближно кружним орбитама. У референтном систему који ротира заједно са већим телима, Лагранж је нашао 5 специфичних тачака у којима се поништавају силе које делују на мало тело. У његову част су ове тачке назване „Лагранжове тачке“. Тек после сто година (1990-их) су откривени Тројански астероиди, чије орбите се налазе у Лагранжовим тачкама система Сунце-Јупитер.
У општијем случају елиптичних орбита, не постоје више стационарне „тачке“, већ се јављају Лагранжове „области“. Лагранжове тачке конструисане за сваку конфигурацију система граде елипсе математички сличне елипсама које описују већа тела, што је последица другог Њутновог закона. Тело у Лагранжовој тачки има исти орбитални период као и два већа тела, и овај орбитални период не зависи од облика путање, што значи да су елиптичне путање које описују Лагранжове тачке заправо решења једначине кретања за треће тело.

## Лагранжове тачке
Пет лагранжових тачака носи следеће ознаке:

### 1
1 тачка лежи на линији која спаја веће масе M1 and M2, и то између ових тела. Ову је тачку интуитивно најлакше разумети, у њој гравитација мањег се директно супротставља гравитацији већег тела.
Пример: Тело које кружи око Сунца ближе од Земље би требало да има краћи орбитални период, али тиме занемарујемо ефект Земљине гравитације. Ако се објект налази на линији која спаја Земљу и Сунце, Земљина гравитација делује насупрот Сунчеве, повећавајући притом орбитални период објекта. Што је објект ближе Земљи, и ефект је већи. У L1 тачки, орбитални период објекта и Земље постају једнаки.
1 тачка у систему Сунце-Земља је идеална за посматрање Сунца. Соларна и хелиосферна опсерваторија (SOHO) је смештена у Хало орбити око 1, а сателит Напредни истраживач састава у Лисажу орбити, такође око L1. Земља-Месец 1 омогућава лак приступ орбитама и око Земље и око Месеца уз минималну промену брзине због чега је идеална за свемирску станицу која би преносила људе и терет до Месеца и назад.

### 2
2 тачка лежи на правој дефинисаној већим масама, иза мањег тела. У овом случају се гравитациона дејства оба тела супротстављају центрифугалној сили трећег тела.
Пример: Са оне стране Земље супротне Сунцу, орбитални период би нормално био краћи од орбиталног периода Земље. Додатно гравитационо привлачење Земље скраћује тај орбитални период који у L2 постаје једнак периоду револуције Земље.
2 тачка у систему Сунце-Земља је добра позиција за свемирска посматрања. Како објекти у L2 задржавају исту оријентацију у односу на Земљу и Сунце, калибрација и заштита су значајно једноставнији. Вилкинсонова станица за микроталасну анизотропију (енгл. Wilkinson Microwave Anisotropy Probe) се већ налази у орбити око 2, а у плану су и Планков сателит, Хершел свемирска опсерваторија, Гаја станица и Џејмс Веб свемирски телескоп. L2 тачка у систему Земља-Месец представља погодну тачку за постављање комуникационих сателита за даљу страну Месеца.
Ако је маса мањег тела (M2) много мања од масе већег објекта (M1), онда се L1 и 2 налазе на приближно истој удаљености r од мањег тела, једнакој полупречнику Хилове сфере:
{\displaystyle r\approx R{\sqrt[{3}]{\frac {M_{2}}{3M_{1}}}}}
где је R удаљеност између M1 и M2.
Примери:
- Сунце и Земља: 1 500.000 km од Земље
- Земља и Месец: 61 500 km од Месеца

### 3
3 тачка лежи колинеарно са већим телима, иза већег од њих
Пример: 3 у систему Сунце-Земља се налази на супротној страни Сунца у односу на Земљу, мало ближу Сунцу него Земља, јер се центар масе у систему Сунце-Земља не налази у сентру Сунца већ нешто ближе Земљи. Као и у L2, и у L3 тачки заједничко гравитационо привлачење Сунца и Земље доводи до тога да тела имају исти период револуције као Земља.
У петпарачкој научној фантастици и стриповима L3 је била популарно место за смештање „антиземље“, али када се једном започело са лансирањем свемирских сонди, показано је да такво тело не постоји, Штавише, Сунце-Земља 3 тачка је изузетно нестабилна због гравитационог дејства других планета. Венера, на пример, сваких 20 месеци пролази на мање од 0,3 АЈ од L3.

### 4и5
4 и 5 тачке леже на теменима једнакостраничног троугла чија је основа дефинисана већим телима. Тачка L4 се налази испред, а L5 иза мањег тела гледано у односу на његову револуцију око већег. Обе ове Лагранжове тачке леже у равни орбите мањег тела.
Ове две тачке су стабилне јер су једнако удаљене од обе масе, па је сила којом већа тела на њих делују пропорционална масама М1 и М2, тако да резултанта силе пролази кроз центар масе. У L4 и 5 не мора да се налази тело занемарљиве масе у односу на М1 и М2; општу троугаону конфигурацију је открио Лагранж проучавајући проблем 3 тела.
4 и 5 се понекад називају троугаоне Лагранжове тачке или Тројанске тачке. Назив Тројанске тачке потиче од тројанских астероида, који се налазе у 4 и 5 тачкама система Сунце-Јупитер. Астероиди у L4 су названи „грчки табор“ а у L5 „тројански табор“, и носе имена одговарајућих јунака Илијаде.
Примери:
- Сунце-Земља 4 и 5 тачке садрже међупланетарну прашину
- у Сунце-Јупитер 4 и 5 тачкама се налазе тројански астероиди
- у 4 и 5 тачкама система Сунце-Нептун се налазе тела из Којперовог појаса.
- Сатурнов сателит Тетида има два мања сателита у својим L4 и 5 тачкама – Телесто и Калипсо (респективно)
- Сатурнов сателит Диону прате сателити Хелена и Полидеук у L4 и 5 тачкама (респективно)
- према хипотези гигантског судара планета величине Марс по имену Теја је постојала у Земљиној L4 или 5 тачки, али је због своје величине постала нестабилна, сударила се са Земљом, а као последица судара је настао Месец.

## Стабилност
Прве три Лагранжове тачке су стабилне само у равни нормалној на праву дефинисану двама телима. Ово је најочигледније код L1. На пробну масу померену нормално у односу на дуж која спаја М1 и М2 деловаће привлачна сила оба тела која тежи да тело врати у равнотежну тачку. Ово се дешава јер се компоненте силе нормалне на М1-М2 дуж суперпонирају, док су компонентне паралелне са овом дужи уравнотежене. Међутим, ако се пробно тело помери ближе некој од маса, то тело ће деловати јачом силом него тело од кога је пробна маса одмакнута. (Овакво понашање је слично понашању под дејством плимских сила).
Мада се може рећи да су 1, 2 и 3 генерално нестабилне тачке, могуће је пронаћи стабилне периодичне орбите око ових тачака, макар у рестихованом проблему три тела. Ове потпуно периодилне орбите, које се зову „хало“ орбите, не постоје у пуном динамичком систему n-тела тако што је Сунчев систем. У овом случају постоје квазипериодичне орбите које прате Лисажуове криве, и овакве Лисажуове орбите су користиле све досадашње мисије у Лагранжовим тачкама. Мада Лисажуове орбите нису савршено стабилне, потребне су релативно скромне корекције за одржавање летелица на жељеним орбитама. У случају Сунце-Земља L1 тачке, показало се корисним да се свемирске мисије сместе у Ласажуове орбите са великом амплитудом (100.000 – 200.000km), чиме се смањује утицај Сунчевог зрачења на комуникацију Земље са мисијом.
Насупрот колинеарним Лагранжовим тачкама, троугаоне тачке (4 и 5) су тачке стабилне равнотеже, под условом да је однос између -М1 и М2 већи од 24,96. Ово је случај за Сунцем и Земљом, док је однос Земље и Месеца за нијансу мањи. Када се тело помери из троугаоне Лагранжове тачке, Кориолисова сила га задржава на стабилмој, бубрежастој орбити око Лагранжове тачке (посматрано из ротирајућег референтног система). У систему Земља-Месец, међутим, проблем стабилност је компликованији због значајног утицаја Сунчеве гравитације

## Мисије у Лагранжовим тачкама
Због своје специфичности, Лагранжове тачке су честа мета за неке врсте мисија. Најчешће се мисије налазе у орбити око Лагранжових тачака, а не у самим тачкама.
| Мисија                                                   | Лагранжова тачка        | Агенција                                   | Статус                                                                |
| -------------------------------------------------------- | ----------------------- | ------------------------------------------ | --------------------------------------------------------------------- |
| Напредни истраживач састава (енгл. Advanced Composition Explorer, ACE)                     | Земља-Сунце 1           | НАСА                                       | Оперативан                                                            |
| Соларна и хелиосферска опсерваторија                     | Земља-Сунце 1           | НАСА                                       | Оперативан                                                            |
| Ветар (НАСА) (глобални геосвемирски сателит)             | Земља-Сунце 1           | НАСА                                       | Оперативан                                                            |
| Постање                                                  | Земља-Сунце 1           | НАСА                                       | Мисија завршена, напустила 1 тачку                                    |
| Међународни истраживач комета (енгл. International Sun/Earth Explorer 3 (ISEE-3)                    | Земља-Сунце 1           | НАСА                                       | Оригинална мисија завршена, напустила 1 тачку                         |
| Климатска опсерваторија дубоког свемира                  | Земља-Сунце 1           | НАСА                                       | На чекању                                                             |
|                                                          | Земља-Сунце 1           | Јапанска агенција за свемирска истраживања | Мисија могућа после 2010.                                             |
| Вилкинсонова сонда за микроталасну анизотропију          | Земља-Сунце 2           | НАСА                                       | Оперативан                                                            |
| Планков сателит                                          | Земља-Сунце 2           | ЕСА                                        | Лансирање планирано за пролеће 2009.                                  |
| Хершелова свемирска опсерваторија                        | Земља-Сунце 2           | ЕСА                                        | Лансирање планирано за пролеће 2009. (заједно са Планковим Сателитом) |
| Џејмс Веб свемирски телескоп                             | Земља-Сунце 2           | НАСА, ЕСА, Канадска свемирска агенција     | Лансирање планирано за јун 2013. или касније                          |
| СМАРТ-1 (Мала мисија за напредна технолошка истраживања) | Месец-Земља L1 (пролет)  | ЕСА                                        | Мисија завршена, намерно срушена на Месец                             |
| Сунчева сенка                                            | Земља-Сунце 2           | -                                          | Различити предлози                                                    |
| Нови хоризонти                                           | Сунце-Нептун 5 (пролет) | НАСА                                       | Лансиран, планирано да стигне 1. августа 2014                         |